# Pseudovilerna
Pseudovilerna is een geslacht van rechtvleugeligen uit de familie veldsprinkhanen (Acrididae). De wetenschappelijke naam van dit geslacht is voor het eerst geldig gepubliceerd in 1989 door Descamps & Amédégnato.

## Soorten
Het geslacht Pseudovilerna omvat de volgende soorten:
- Pseudovilerna maculicrus Descamps & Amédégnato, 1989
- Pseudovilerna reducta Brunner von Wattenwyl, 1900